# Gasthorpe
Gasthorpe är en by i civil parish Riddlesworth, i distriktet Breckland, i grevskapet Norfolk i England. Byn är belägen 10 km från Thetford. Gasthorpe var en civil parish fram till 1935 när blev den en del av Riddlesworth. Civil parish hade 68 invånare år 1931. Byn nämndes i Domedagsboken (Domesday Book) år 1086, och kallades då Gadesthorp/Gatesthor(p).